# 豆豉雞
豆豉雞是一道著名順德菜。

## 作法
以生抽、鹽、糖、酒、生粉、油醃過的雞件與乾葱一起炒至半熟後，鋪上製豆豉、紅尖椒、綠尖椒，沿鑊邊灒酒，加蓋焗至雞件全熟和製豆豉釋出香味，加葱白和麻油略為爆炒即成。